# Palazzo Dal Pozzo della Cisterna (Biella)
Il Palazzo Dal Pozzo della Cisterna, anche noto come il Palazzo Cisterna, è uno storico edificio della città di Biella in Piemonte.

## Storia
Di fondazione medievale, il palazzo fu oggetto di importanti interventi di rimaneggiamento nel corso dei secoli. La facciata principale risale alla fine del XVI secolo.

## Descrizione
L'edificio, affacciato sulla piazza Cisterna, si trova nel quartiere del Piazzo di Biella. 
Al centro della facciata principale, simmetrica, si apre il portale d'ingresso, cui si accede tramite uno scalone monumentale. Le finestre del primo piano sono decorate da timpani spezzati al cui centro si trovano dei busti. Alla destra del portale è presente un memoriale della prima guerra mondiale, installato nel 1920 in ricordo dei ventiquattro caduti del Piazzo.
La facciata laterale del palazzo presenta ancora elementi medievali quali cornici e fasce in cotto e archi a sesto acuto.

## Galleria d'immagini

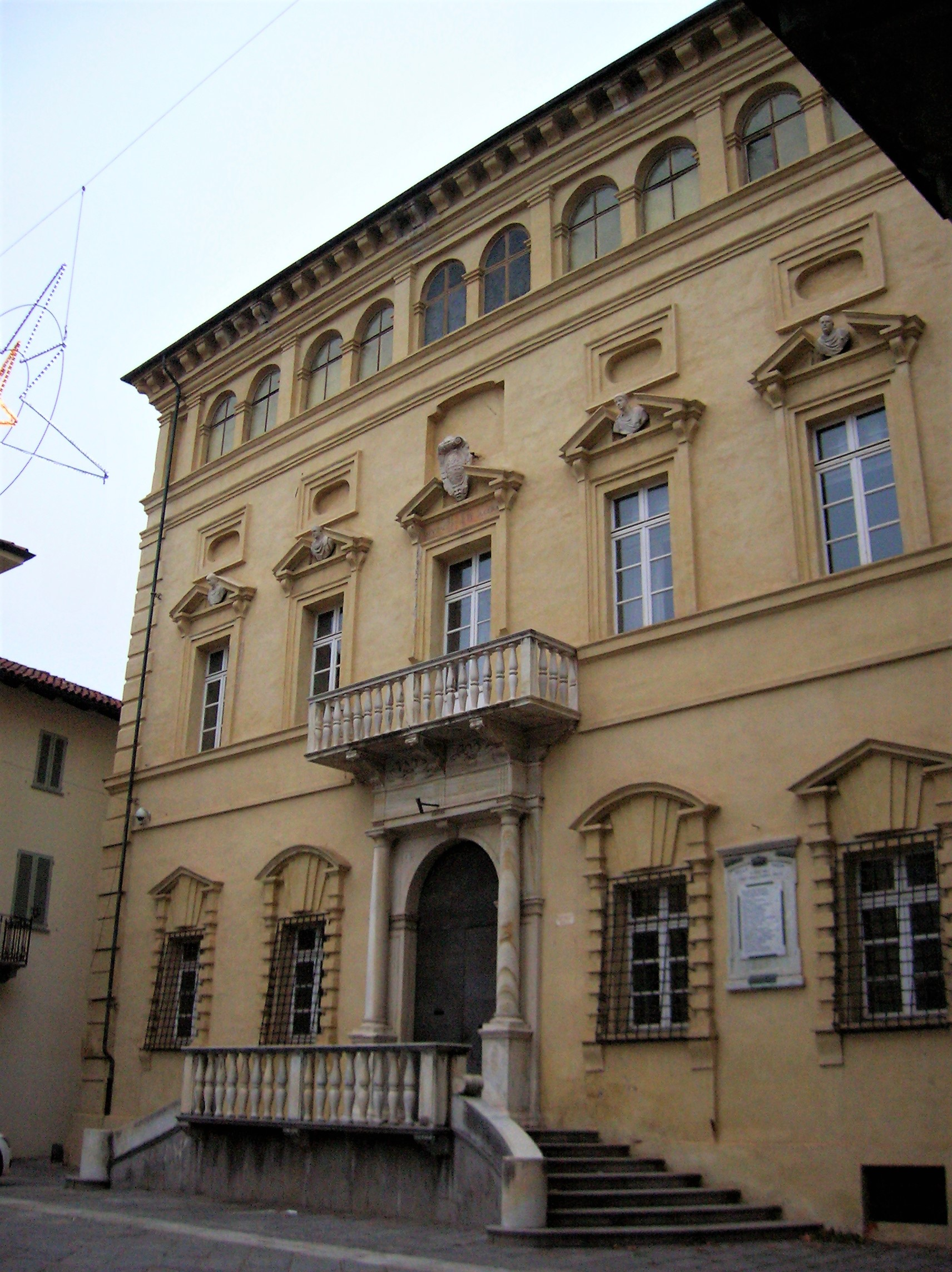
La facciata.
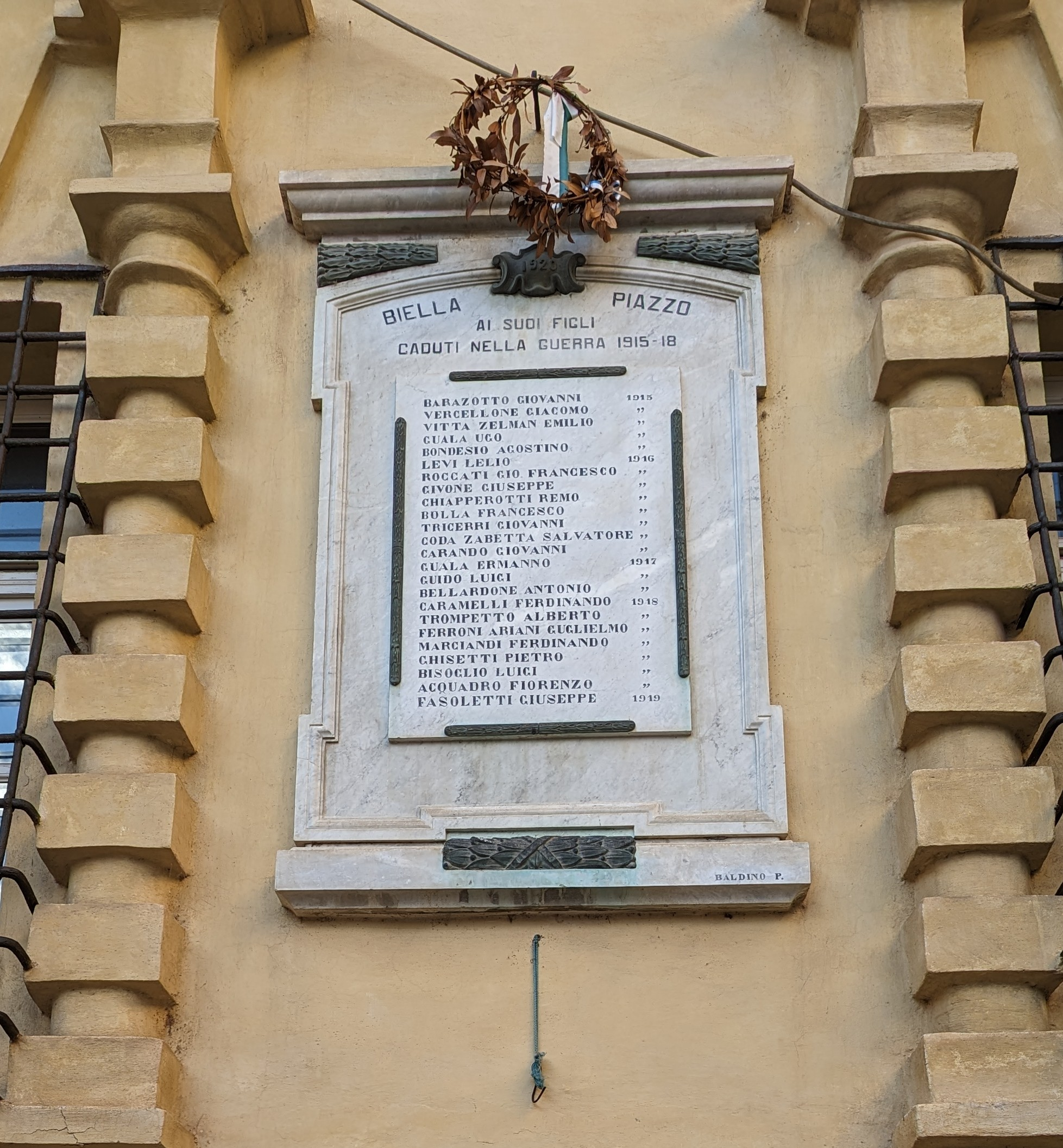
Memoriale della prima guerra mondiale.
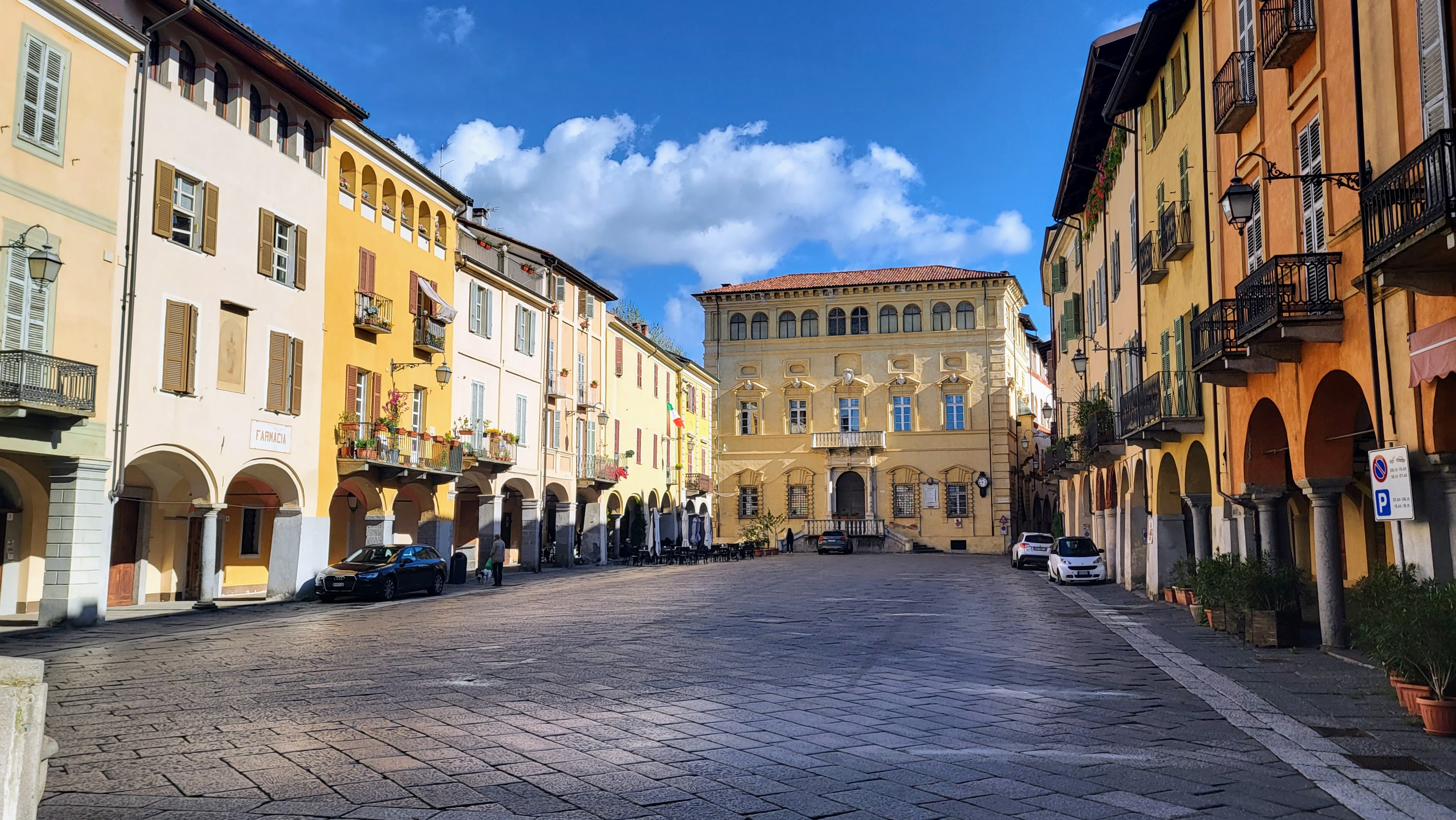
Il palazzo visto dall'altro lato di Piazza della Cisterna.